# Luca Immesi
Luca Immesi (Thiene, 29 settembre 1974) è un regista e sceneggiatore italiano.

## Biografia
Luca Immesi si laurea in Mass communication and Broadcasting presso la European School of Economics validated by Nottingham Trent University. Si specializza in Filmmaking alla New York University. Ha diretto vari cortometraggi, documentari e due lungometraggi. Il primo, “Ritual - Una storia psicomagica” con la partecipazione del regista e scrittore cileno Alejandro Jodorowsky, è una commistione fra la psicomagia di Jodorowsky e le leggende e tradizioni popolari venete. Il film è stato presentato e selezionato in vari festival internazionali fra i quali: Copenhagen Pix, Fantasia Montreal, Bifan Sud Korea, San Paolo, Alcances Atlantic, è uscito al cinema in Italia nel 2014 e venduto in vari paesi esteri. Nel 2016 gira il secondo lungometraggio “Le guerre horrende” liberamente tratto dall'omonimo testo teatrale scritto da Pino Costalunga, che ha nel cast anche l’attore Cosimo Cinieri. Il film ha ottenuto l’interesse culturale nazionale con contributo economico per le opere seconde da parte del Ministero per i beni e le attività culturali e per il turismo e il contributo della Regione Veneto – Fondo regionale per il cinema e l'audiovisivo. Ha debuttato allo Shanghai International Film Festival, ha partecipato a vari festival internazionali ed è stato distribuito al cinema in Italia nel 2018.  Nel 2017 realizza un cortometraggio, “Gaga”, sull'immigrazione di seconda generazione nell’ambito del bando Mibact Migrarti, che partecipa alla Mostra del cinema di Venezia 2017 e viene acquisito da Rai Cinema. Nel 2018 intervista Fernando Arrabal, fondatore del Movimento Panico e ne trae un documentario breve proiettato al Nuovo Cinema Aquila a Roma. Lavora inoltre sui Super8 originali dell’artista Galeazzo Nardini in occasione della mostra a lui dedicata presso la Cineteca di Bologna, il video viene proiettato prima della proiezione della versione restaurata di “Sciopero!” di Sergej Michajlovič Ėjzenštejn. Per il comune di Roma nell’ambito del bando Contemporaneamente Roma e il Nuovo Cinema Aquila realizza un documentario breve dal titolo ”Genius Loci” sullo spirito della città di Roma. Nel 2020 dirige il cortometraggio “Amor fati” sul tema della violenza contro le donne, protagonista l’attrice Hélène Nardini.

## Filmografia
- Ritual - Una storia psicomagica, co-regia con Giulia Brazzale (2013)
- Gaga - Cortometraggio, co-regia con Giulia Brazzale (2017)
- Le Guerre Horrende, co-regia con Giulia Brazzale (2017)
- New Roma Imago Urbis – Genius loci - Documentario (2018)
- Fernando Arrabal - Movimento panico - Documentario (2018)
- Amor fati - Cortometraggio (2020)
- Think Poetic - Film-documentario (2021)